# هدى بركات
هدى بركات روائية لبنانية ولدت عام 1952م، وتخصصت في الأدب المعاصر. أمضت في بيروت فترة كبيرة في بدايات حياتها ثم انتقلت للعيش في باريس بفرنسا منذ ذلك الوقت وحتى الآن. كتبت كل مؤلفاتها باللغة العربية برغم إقامتها الطويلة بفرنسا. حيث رفضت هدى بركات أن تكتب بأي لغة غير العربية. تُرجمت مؤلفاتها للغات عدة منها الانجليزية، العبرية، الفرنسية، الايطالية، الاسبانية، التركية، الالمانية واليونانية. فازت بجائزة البوكر العربية سنة 2019 عن روايتها بريد الليل، كما حصلت على جائزة الشيخ زايد للكتاب عام 2025م عن روايتها «هند أو أجمل امرأة في العالم».

## حياتها
ولدت هدى بركات بالبلدة المارونية بشري وعاشت هناك حتى انتقلت لبيروت لتدرس الأدب الفرنسي بالجامعة اللبنانية. تخرجت في عام 1975 وتلى تخرجها بسنة سفرها إلى باريس حيث بدأت دراستها العليا. وزامن دراستها في ذلك الوقت الحرب الاهلية اللبنانية مما إضطرها للعودة إلى لبنان مرة أخرى.
و في تلك الفترة بدأت عملها في لبنان في مجالات التدريس والترجمة والصحافة.
وخلال الحرب بدأت هدى بركات في كتابة مجموعتها القصصية «زيارات». وفي عام 1989 سافرت إلى باريس مرة أخرى واستقرت هناك حتى هذه اللحظة.
وهناك نشرت سلسلة من أهم اعمالها مثل (حجر الضحك 1990) و (أهل الهوى 1993). وفي عام 2003 زارت المملكة المتحدة في زيارة رسمية لأول بث لمجلة بانيبال المملكة المتحدة (Banipal UK) وهي مجلة للأدب العربي المعاصر. وفي الفترة خلال 2010-2011 رشحت هدى بركات لتكون عضوة في مؤسسة أبحاث في نانت، فرنسا (Nantes Institute for Advanced Study Foundation). وفي خريف 2013 تم اختيار هدى بركات كأول باحثة عربية في قسم الدراسات الشرق أوسطية.، ونافست في 2015 مع الروائي الليبي إبراهيم الكوني على جائزة البوكر. فازت بجائزة البوكر العربية سنة 2019 عن روايتها بريد الليل.

## أعمالها
- حجر الضحك 1990 مترجمة للإنجليزية،[11]
- حارث المياه، 1998 مترجمة للإنجليزية،[11]
- أهل الهوى، 1993 مترجمة للإنجليزية،[11]
- سيدي وحبيبي، عن «دار النهار» 2005 مترجمة للإنجليزية،[11]
- رسائل الغريبة، دار النهار للنشر 2004
- فيفا لا ديفا: مسرحية بالعامية اللبنانية، 2009
- ملكوت هذه الأرض،[12] دار الآداب 2012 [13]
- بريد الليل، عن دار الأداب للنشر سنة 2017 فائزة بجائزة البوكر لسنة 2019.[5]
- هند أو أجمل امرأة في العالم، دار الآداب 2024.[14]

## إنجازتها
- نال أول عمل لها «حجر الضحك» جائزة النقد حيث كان هو أول عمل عربي تكون الشخصية الأساسية فيه لرجل مثلي. وصف عمر خاطر الرواية بأنها أفضل رواية كتبت عن الحرب الأهلية بلبنان.[15]
- حصلت على جائزة نجيب محفوظ للأدب عن رواية (حارة المياه) في عام 2001
- منحتها الحكومة الفرنسية رتبة الفارسة في الأدب والفنون عام 2002 وفي عام 2008 أخذت وسام الإستحقاق.[16]
- 2019: فازت بالجائزة العالمية للرواية العربية عن روايتها «بريد الليل».[17]
- جائزة الشيخ زايد للكتاب (فرع الآداب) عام 2025م؛ عن روايتها «هند أو أجمل امرأة في العالم».[6]

## وصلات خارجية
- مقابلة وثائقية مع هدى بركات / قناة العربية